# Joseph Wells
Joseph Algernon Wells  (ur. 9 września 1885 w Ware, zm. 20 października 1946 tamże) – brytyjski lekkoatleta specjalizujący się w biegach sprinterskich, uczestnik igrzysk olimpijskich.
W 1910 roku zdobył brązowy medal na mistrzostwach kraju na dystansie 220 jardów.
W 1912 roku Wells reprezentował Wielką Brytanię na V Letnich Igrzysk Olimpijskich w Sztokholmie, gdzie wziął udział w dwóch dyscyplinach. Na dystansie 200 metrów biegł w siódmym biegu eliminacyjnym, gdzie z nieznanym case zajął miejsca 3-5 i odpadł z dalszej rywalizacji. Na dystansie 400 metrów zakwalifikował się do półfinału, którego nie ukończył.
Reprezentował barwy klubu Herne Hill Harriers.
Rekordy życiowe:
- bieg na 200 metrów – 22,5 (1908)